# Punke
Punke ist ein veralteter und nur im Raum Bremen gebrauchter Begriff für eine Prostituierte.
Die Punken standen im 18. Jahrhundert an dem damaligen Punkendeich, einem Teilstück des heutigen Osterdeichs zwischen Wall und Dobbensiel, und verdienten sich dort ihren Lebensunterhalt. Da Prostitution innerhalb der Stadt nicht gestattet war, mussten die Punken vor die Stadtmauer gehen. Seit 1829 bis heute findet an dieser Stelle jedes Jahr die Bremer Eiswette statt.
Die Bremer Fahrgastschifffahrtsgesellschaft Hal över, die auf Höhe des ehemaligen Punkendeichs die Sielwallfähre über den Fluss Weser betreibt, hat 1990 eines ihrer Fahrgastschiffe auf den Namen Punke getauft und erinnert damit an diesen altbremischen Begriff.